# 青钟藤属
青钟藤属（学名：Ceratiosicyos）是钟花科的一属。

## 下属物种
本属包括以下物种：
- Ceratiosicyos laevis (Thunb.) A.Meeuse